# Доктор Ху (5. серијал)
Пети серијал британског научнофантастичног програма Доктор Ху премијерно је емитован на каналу BBC One 2010. године. Серијал је почео 3. априла 2010. епизодом „Једанаести час”, а завршио се епизодом „Велики прасак” 26. јуна исте године. Серијал је био први који је водио Стивен Мофат који је преузео место главног сценариста и извршног продуцента када је Расел Т. Дејвис завршио своје учешће у серији после специјала „Крај времена − Други део”. Серијал има 13 епизода, од којих је шест написао Мофат. Пирс Венгер и Бет Вилис су били извршни копродуценти, а Трејси Симпсон и Питер Бенет продуценти. Иако је ово пети серијал од оживљавања серије 2005. (и тридесет прва сезона од њеног почетка 1963), бројеви продукцијских кодова серије су ресетовани.
Ово је био први серијал који је укључивао Мета Смита као једанаесту инкарнацију Доктора, ванземаљског Господара времена који путује кроз време и простор у свом ТАРДИС- у (свемирском броду чија спољашњост подсећа на британску полицијску кутију). Карен Гилан се појавила као Докторова нова сапутница, Ејми Понд. Њен вереник Рори Вилијамс (Артур Дарвил) појављује се у седам епизода, путује са Доктором и Ејми и постаје редован лик у следећем серијалу. Алекс Кингстон се вратила као Ривер Сонг, тајанствена жена из Докторове будућности која га два пута сусреће у овом серијалу. Главна прича која покрива неколико епизода односи се на образац пукотина у универзуму које ликови понекад не примећују. Откривено је да пукотине могу избрисати ствари из постојања. Ово се десило Рорију због чега га је Ејми заборавила. У завршници серијала је откривено да су пукотине изазване праском ТАРДИС-а, а Доктор је приморан да поново покрене универзум у његово првобитно стање пре него што су се пукотине појавиле.
Поред шест епизода које је написао Мофат, Марк Гетис, Тоби Вајтхаус, Сајмон Нај, Ричард Кертис и Гарет Робертс написали су по једну епизоду. Крис Чибнал написао је причу од две епизоде. Серијал је требало да буде више фантастичан како би се издвојио од других научно-фантастичних и фантастичних серија, а продукцијска екипа је тежила ка квалитету бајке јер је Мофат веровао да су медији намењени деци једни од најпопуларнијих међу одраслима. Епизоде су режирали редитељи који су били нови у серији. Снимање је почело крајем јула 2009. и трајало је око девет месеци. Серијал је сниман првенствено у Велсу, осим за епизоде „Вампири из Венеције” и „Винсент и Доктор” (чије су сцене снимане у Трогиру у Хрватској). Промене дизајна у односу на претходни серијал укључивале су нови лого, уводну шпицу, нову варијанту Докторовог соничног шрафцигера, унутрашњост и спољашност ТАРДИС-а и промену у музици.
Премијеру серијала пратило је 10,085 милиона гледалаца (што је била најгледанија премијера од епизоде „Роуз” из првог серијала), а поставила је рекорде на каналу BBC America у Сједињеним Државама и BBC-овом онлајн iPlayer-у. Иако је гледаност преко ноћи опала у поређењу са другим серијалима, један сценариста је израчунао да се гледаност није значајно променила када се узму у обзир временски померени рејтинзи. Серијал је добио позитивне рецензије, уз похвале за Мофатову причу и глуму Смита, Гиланове и Дарвила. Међутим, рецензенти су приметили код Ејми недостатак развоја лика и смањену емоционалну привлачност серије. Серијал је добио низ награда и номинација; „Винсент и Доктор” и дводелна завршница номиновани су за награду Хјуго за најбољу драмску презентацију (кратка форма), а завршница је и освојила награду. Смит је био први глумац који је играо Доктора а да је био номинован за награду БАФТА. Серијал је био праћен саундтреком, повезаним књигама и видео-играма. Четири видео-игре су објављене на веб страници BBC-а и рекламиране су као додатне епизоде серијала.

## Улоге

### Главне
- Мет Смит као Једанаести Доктор
- Карен Гилан као Ејми Понд

### Епизодне
- Артур Дарвил као Рори Вилијамс (епизоде 1, 6−9, 12−13)
- Алекс Кингстон као Ривер Сонг (епизоде 4−5, 12−13)

## Епизоде
| Бр. еп. (укупно) | Бр. еп. (у сезони) | Наслов                | Редитељ        | Сценариста    | Премијера       | Прод. код | Гледаност у Британији (милиони) |
| --- | ------------------ | --------------------- | -------------- | ------------- | --------------- | --------- | ------------------------------- |
| 61 | 1                  | „Једанаести час”      | Адам Смит      | Стивен Мофат  | 3. април 2010.  | 1.1       | 10,09                           |
| Оштећени ТАРДИС пада у Енглеску испред куће седмогодишње Амелије Понд, која позива новорегенерисаног Једанаестог Доктора унутра да истражи пукотину у зиду њене спаваће собе. Пошто мора да користи ТАРДИС да регулише његове моторе, обећава да ће се вратити за пет минута. ТАРДИС га води дванаест година у будућност где се придружује одраслој Ејми Понд и њеном дечку Рорију Вилијамсу у хватању ванземаљца који мења облик познатог као Затвореник Нула (који је побегао из пукотине у Ејмином зиду). Неуспех да се ухвати ванземаљац ће довести до уништења Земље од стране галактичких полицијских снага познатих као Атракси. Након што је Земља спасена, Доктор испитује новопреуређени ТАРДИС и случајно се враћа по Ејми две године касније — ноћ пре њеног венчања са Роријем — када она одлучује да му се придружи на обећаним путовањима кроз простор и време.                                                                                           |                    |                       |                |               |                 |           |                                 |
| 62 | 2                  | „Звер испод”          | Ендру Ган      | Стивен Мофат  | 10. април 2010. | 1.2       | 8,42                            |
| Доктор води Ејми у далеку будућност где истражују Старшип УК: свемирски брод који превози становништво Уједињеног Краљевства након што су побегли са Земље због опасности од сунчевих бакљи. Откривају да брод води Звездани кит који је мучен из страха да ће их напустити када буде остављен да доноси сопствене одлуке. Верујући да будућност не може ићи овим путем, Доктор се припрема да умртви мозак Звезданог кита како би наставио да управља бродом, али да не осећа бол. Ејми открива да је кит вољан да служи броду јер није могао да поднесе плач деце због сунчевих бакљи. |                    |                       |                |               |                 |           |                                 |
| 63 | 3                  | „Победа Далека”       | Ендру Ган      | Марк Гетис    | 17. април 2010. | 1.3       | 8,21                            |
| Доктор и Ејми се одазивају на позив Винстона Черчила и посећују га током лондонског Блицкрига где је запослио Ајронсајде: изум који је наводно створио професор Брејсвел. Доктор проникне кроз превару и препознаје Ајронсајде као своје највеће непријатеље, Далеке. Они користе Докторово сведочанство да је он Доктор да активирају комору прогенитора (која садржи чисту далечку ДНК) да обнове своју расу са пет нових Далека у већим, редизајнираним кућиштима. Далеци откривају свој план да детонирају уређај изграђен око Брејсвела (који откривен као андроид који су Далеци креирали) и униште Земљу. Док уређај почиње да се активира, Доктор и Ејми убеђују Брејсвела да је он човек и уређај се деактивира. |                    |                       |                |               |                 |           |                                 |
| 64 | 4                  | „Време Анђела”        | Адам Смит      | Стивен Мофат  | 24. април 2010. | 1.4       | 8,59                            |
| Ривер Сонг, жена из Докторове будућности, позива њега и Ејми да помогну њој, оцу Октавијану и његовој групи милитаризованих свештеника да униште Уплаканог анђела на месту срушеног брода Византион на планети Алфава Метраксис. Открива се да су све статуе у каменом лавиринту где се брод срушио Анђели и да добијају снагу од радијације која цури из брода. Док Анђели окружују групу и открива се да је неколико свештеника мртво, Доктор пуца у гравитациону куполу изнад њих и говори свима да скоче. |                    |                       |                |               |                 |           |                                 |
| 65 | 5                  | „Месо и камен”        | Адам Смит      | Стивен Мофат  | 1. мај 2010.    | 1.5       | 8,50                            |
| Група слеће на спољну страну Византиона пошто је тамо повучена вештачком гравитацијом брода. Унутар брода појављује се пукотина слична оној у Ејминој спаваћој соби. Доктор открива да је пукотина, која брише људе и ствари из постојања, настала услед експлозије у Ејминој ери. Како гравитација нестаје, Уплакани анђели падају у пукотину. Ејми тражи од Доктора да је одведе кући. Она му каже да се она и Рори венчавају сутра. |                    |                       |                |               |                 |           |                                 |
| 66 | 6                  | „Вампири из Венеције” | Џони Кембел    | Тоби Вајтхаус | 8. мај 2010.    | 1.6       | 7,68                            |
| Доктор води Ејми и Рорија у Венецију 1580. на романтичан састанак. Упознају Гвида, градитеља чамаца чија је ћерка Изабела примљена у школу за девојке у кући Калвијери. Гвидо је узнемирен јер га Изабела није препознала на улици и сада има очњаке попут вампира. Доктор, Ејми и Рори истражују школу и сазнају да је заштитница града Розана Калвијери ванземаљац налик риби и да је запечатила Венецију у покушају да од ње направи уточиште за своју расу након што је изгубила своју матичну планету због пукотина у универзуму. Розана претвара девојчице примљене у њену школу у припаднице сопствене расе како би их упарила са десет хиљада своје мушке деце која чекају у води. Гвидо жртвује свој живот да би убио девојчице из школе. Розана активира машину да преплави Венецију, али је Доктор осујећује. Као последња женка своје врсте, безнадежна Розана се жртвује свом мушком потомству. Док одлазе, Ејми тражи од Рорија да остане и путује са њом. |                    |                       |                |               |                 |           |                                 |
| 67 | 7                  | „Ејмин избор”         | Кетрин Морсхед | Сајмон Нај    | 15. мај 2010.   | 1.7       | 7,55                            |
| Доктор, Ејми и Рори путују између две стварности. У једној, Ејми и Рори су срећно венчани, али их прогоне старији људи које су ванземаљци запосели; у другој су у ТАРДИС-у без снаге који ће се полако срушити у хладну звезду, где ће се умрети од смрзавања. Човек познат као Господар снова каже да их је ставио у ову замку и да морају да одлуче шта је стварно – и да умру у лажној стварности – да би се пробудили у правој (и избегли замку). Када Рори умре у будућој стварности, Ејми схвата да мора бити лажна јер не жели живот без њега. Открива се да је психички полен ушао у ТАРДИС и изазвао стање сна, а Господар снова је психичка манифестација Докторове мрачне, самопрезируће стране. |                    |                       |                |               |                 |           |                                 |
| 68 | 8                  | „Гладна Земља”        | Ешли Веј       | Крис Чибнал   | 22. мај 2010.   | 1.8       | 6,49                            |
| Године 2020. у Велсу. Мо, бушач у операцији бушења, одвучен је у подземље након што је бушење узнемирило цивилизацију рептилских хуманоидних Силуријанаца, а иста судбина задеси Ејми. Силуријанци излазе на површину и киднапују Моовог сина Елиота. Рори и Доктор хватају Алају, Силуријанку која је својим отровним језиком заразила Моовог таста Тонија. Док се силурјански доктор спрема да изврши вивисекцију над Ејми (као што је то урадио Моу), ТАРДИС, са Доктором и вођом операције Насрин унутра, бива повучен у подземље у огромну силуријску цивилизацију. |                    |                       |                |               |                 |           |                                 |
| 69 | 9                  | „Хладна крв”          | Ешли Веј       | Крис Чибнал   | 29. мај 2010.   | 1.9       | 7,49                            |
| Ејми и Мо беже и откривају да Елиота држе у комори за посматрање. Када Елиотова мајка Амброз убије Алају јер јој ништа није рекла, договорено је да ће Силуријанци хибернирати хиљаду година, пошто човечанство није спремно да подели Земљу са њима. Тони одлучује да остане са Силуријанцима како би се излечио своју инфекцију отровом, а Насрин остаје са њим. Док Доктор одлази са Елиотом и осталим људима, они проналазе пукотину у пећини. Доктор посегне у њу да истражи и извуче комад ТАРДИС-а. Пре него што оду, Рестак убија Рорија и гута га у пукотину, бришући га из постојања (и Ејминог сећања). |                    |                       |                |               |                 |           |                                 |
| 70 | 10                 | „Винсент и Доктор”    | Џони Кембел    | Ричард Кертис | 5. јун 2010.    | 1.10      | 6,76                            |
| Током посете музеју Орсе 2010. године, Доктор проналази створење у црквеном прозору Цркве у Оверу Винсента ван Гога. Он враћа Ејми у 1890. да упозна Винсента и да открије зашто је то створење било на слици. Поздрављајући их, Винсент ради са Доктором на проналажењу изгубљеног, слепог Крафаја, којег само Винсент може да види. Винсент убија створење, иако саосећа са његовим болом. Пре него што оду, Доктор и Ејми одводе Винсента у садашњост (где открива да ће му се људи дивити). Ово даје Ејми наду да ће створити више слика и да неће извршити самоубиство. Схрвана сазнањем да је он ипак одузео себи живот, она сазнаје да је једна од његових слика сунцокрета посвећена њој. |                    |                       |                |               |                 |           |                                 |
| 71 | 11                 | „Подстанар”           | Кетрин Морсхед | Гарет Робертс | 12. јун 2010.   | 1.11      | 6,44                            |
| ТАРДИС је бачен у временски вртлог са Ејми унутра, остављајући Доктора насуканог у данашњем Колчестеру. Он прати поремећај који је захватио ТАРДИС до другог спрата стана, где су људи убеђени да уђу, али никада нису изашли. Доктор изнајмљује део стана у приземљу у којем живи Крег Овенс, који жели да изјави љубав својој пријатељици Софи. Када је Софи намамљена на други спрат, Доктор и Крег улазе у стан и откривају да је то времеплов (прикривена филтером перцепције) која мами пролазнике да би пронашао одговарајућег пилота. Када Крег не жели да оде, бродски протоколи долазе у сукоб. Са прекинутом везом са кућом, ТАРДИС може да слети. У ТАРДИС-у, Ејми проналази свој веренички прстен од Рорија. |                    |                       |                |               |                 |           |                                 |
| 72 | 12                 | „Отварање Пандорике”  | Тоби Хејнс     | Стивен Мофат  | 19. јун 2010.   | 1.12      | 7,57                            |
| Ривер Сонг позива Доктора и Ејми у 102. годину нове ере када им покаже слику Винсента ван Гога на којој ТАРДИС експлодира. Слика садржи координате Стоунхенџа. Под Стоунхенџом откривају Пандорику, затворску кутију за коју се каже да садржи најмоћније (и застрашујуће) биће у универзуму. Међутим, Пандорика је празна; савез Докторових непријатеља стиже да га стави у кутију јер верују да Доктор прави пукотине са ТАРДИС-ом. Пандорика, конструисана из Ејминих сећања, садржи отонску (вештачки облик живота) варијанту Рорија. Он пуца у њу. ТАРДИС доводи Ривер у Ејмину кућу у садашњости и експлодира, проширујући пукотине и узрокујући да универзум почне да се брише. |                    |                       |                |               |                 |           |                                 |
| 73 | 13                 | „Велики прасак”       | Тоби Хејнс     | Стивен Мофат  | 26. јун 2010.   | 1.13      | 6,70                            |
| Доктор из будућности даје Рорију свој сонични шрафцигер који Рори користи да ослободи Доктора из Пандорике у 102. години п. н. е. Доктор и Рори стављају мртву Ејми у Пандорику, што ће је приморати да остане жива док њен ДНК не буде дат Пандорици у облику седмогодишње Амелије 1996. године. Амелија ставља руку на Пандорику, пратећи Докторова упутства, потпуно враћајући Ејми живот. Док се универзум урушава, Доктор спасава Ривер из временске петље у ТАРДИС-у који експлодира и схвата да ће, ако одлети Пандориком (која садржи поље за обнављање) и судари се са експлодирајућим ТАРДИС-ом, то обновити универзум. Пукотине се не могу потпуно затворити док се Доктор не избрише. Ејми враћа Доктора на венчање са Роријем са својим сећањима (због последњих Докторових речи које јој је упутио док је био брисан), а младенци настављају да путују са њим.                                                                                             |                    |                       |                |               |                 |           |                                 |

### Додатне епизоде
Две сцене су снимљене за комплет DVD-јева за пети серијал, откривајући шта се догодило између парова редовних епизода. Прва сцена је смештена између епизода „Једанаести час” и „Звер испод”, а друга између епизода „Месо и камен” и „Вампири из Венеције”.
| Наслов | Редитељ   | Сценариста   | Премијера          |
| --- | --------- | ------------ | ------------------ |
| „У међувремену у ТАРДИС-у (1. део)” | Еврос Лин | Стивен Мофат | 8. новембар 2010.  |
| На ТАРДИС-у по први пут, Ејми поставља Доктору неколико питања о свемирском броду и Доктору. Он јој говори да су у свемиру, што уводи у епизоду „Звер испод”.                   |           |              |                    |
| „У међувремену у ТАРДИС-у (2. део)” | Еврос Лин | Стивен Мофат | 15. новембар 2010. |
| Доктор одбија Ејмино набацивање, а она приступа записима његових претходних сапутника. Затим одлучује да је време да је врати Рорију што уводи у епизоду „Вампири из Венеције”. |           |              |                    |

## Избор глумаца
Серијал је представио Једанаестог Доктора којег игра Мет Смит. Ово је уследило након одласка Дејвида Тенанта у улози Десетог Доктора који је напустио серију да би помогао да се олакша прелазак са Дејвиса на Мофата. Смитов агент га је позвао, предложивши му да се пријави на аудицију за ову улогу. Мофат је желео да Доктора глуми средовечан глумац „довољно млад да трчи, али довољно стар да изгледа мудро”. Како је Смит био трећа особа на аудицији, продукцијска екипа је знала да „[имају] свог човека”, иако је имао 26 година. Продуценти су били опрезни у вези са избором Смита јер су сматрали да 26-годишњи глумац не може да игра Доктора. Иако се шеф драмског одељења BBC-а и извршни продуцент Пирс Венгер сложио, рекао је да је Смит довољно способан да одигра ту улогу. Према Мофатовим речима, Смит није деловао младалачки. Смитов избор за улогу је најављен током епизоде пратећег серијала Доктор Ху: Поверљиво када је он ту улогу описао као „дивну повластицу и изазов за који се надам да ће успети”.
Карен Гилан је добила улогу Докторове сапутнице Ејми Понд. Кастинг директор Енди Прајор предложио је Гиланову Мофату након њеног наступа у епизоди четвртог серијала „Ватре Помпеје” (где је играла пророчицу), али је Мофат првобитно сматрао да је „ниска и глупа”. Касније ју је назвао „баш тачном за ту улогу”, иако је глумила лик другачије од начина на који је првобитно написан. Гиланова је била на аудицији за улогу са својим (матерњим) шкотским и енглеским нагласком, а након што је добила улогу одлучено је да Ејми буде Шкотланђанка. Гиланова је сматрала да шкотски нагласак боље пристаје њеном лику. Млађу верзију Ејми (Амелију) играла је Гиланина 10-годишња сестра од тетке Кејтлин Блеквуд у првој и последњој епизоди. Глумице се нису упознале све до снимања серије, али, иако је Блеквудова морала на аудицију, Гиланова ју је препоручила за улогу. Блеквудова и Гиланова су се заједно појавиле у епизоди „Велика прасак” што је Гиланова у почетку сматрала „чудним” (иако су се глумице брзо навикле на то).
Алекс Кингстон, која је играла Ривер Сонг у епизодама „Тишина у библиотеци” и „Шума мртвих” из 4. серијала, поновила је своју улогу у дводелним причама „Време анђела” и „Месо и камен”, уз „Отварање Пандорике” и „Велики прасак”. Иако Кингстонова није очекивала свој повратак, Мофат је увек намеравао да се Ривер врати у серију. Артур Дарвил се појавио у седам епизода као Ејмин вереник Рори Вилијамс и био је сапутник у шест епизода. Дарвил је радио са Смитом на представи Пливање са ајкулама. На аудицију је добио две сцене из прве епизоде и једну из шесте, али (осим што је Рори био Ејмин дечко) није био обавештен о појединостима лика. Мофат је приметио „колико је смешан” Дарвил био током своје аудиције. Глумац се осећао „повлашћено” што је део серије и био је задовољан Роријевом причом. Међу гостујућим глумцима у серији били су Оливија Колман, Џејмс Корден, Анет Крозби, Тони Каран, Ијан Глен, Дејзи Хагард, Теренс Хардиман, Тоби Џоунс, Хелен Мекрори, Нив Мекинтош, Ијан Мекнис, Стивен сами, Лучијан Мсамати, Бил Нај, Софи Окендо, Бил Патерсон, Алек Прајс, Роберт Пју, Ниа Робертс, Мира Сијал и Нина Вађа.

## Продукција

### Развој
Доктор Ху је обновљен за пети серијал у септембру 2007. године. Расела Т. Дејвиса је наследио Стивен Мофат као извршни продуцент и главни сценариста, а Џули Гарднер је на месту извршног продуцента заменио Пирс Венгер који је заменио Гарднерову и на месту шефа драмског одељења BBC Wales-а. Бет Вилис је била извршна продуценткиња, а серијал су продуцирали Трејси Симпсон и Питер Бенет. Мареј Голд је остао као композитор.
Оживљавање серије из 2005. рекламирано је на тржишту као 1. серијал, иако је емитована на BBC телевизији 26 година (од 1963. до 1989. године). Када је BBC потврдио серијал у септембру 2007. године, назван је „5. серијал” и пратио је 4. серијал из 2008. године. У августу 2009. Часопис Доктор Ху је објавио да ће серијал бити продуциран и пласиран на тржиште као „Први серијал”. Издање из јануара 2010. садржало је интервју са Мофатом у којем је први серијал назвао „узбудљивим”, тридесет и први оним „који изазива страхопоштовање“, а пети „досадним и обмањујућим”. Сезону је у шали назвао „серијал Фнарг” што је у каснијим бројевима часописа постало интерна шала. У мартовском издању које га је назвало 31. серијал, наведени су бројеви кодова производње од 1.1 до 1.13. Међутим, спискови BBC програма, BBC iPlayer и DVD-ови називају га „5. серијал”.

### Писање
Упркос променама у серији, Мофат је желео да увери публику да „ништа заиста није изгубљено”. То је била иста серија и Доктор је био исти лик. Причу о пукотинама у универзуму подстрекла је пукотина у зиду спаваће собе Мофатовог сина. Мофат је желео да се побрине да се серија допадне деци. Ако не би могли да прате радњу, постојале би „велике слике” да их забављају. Веровао је да иако је Доктор Ху у основи дечија серија, има јединствену привлачност упоредиву са Ратовима звезда и Причом о играчкама. Мофат је причу за децу сматрао „најпопуларнијим обликом забаве”. О серији је рекао да су „погурали бајковиту страну”. Доктор Ху „сада мора да буде најфантастичнија од фантастичних серија” да би била живахнија и „луђа” од било које друге фантастичне серије.
У интервјуу из 2013, Мофат је рекао да је разрадио грубу идеју о томе како би његов први серијал као директора серије функционисао да је Дејвид Тенант одлучио да остане Десети Доктор. Његова премиса би била слична почетку емитовања епизоде „Једанаести час”:
Да је Дејвид остао још годину дана, то би му сигурно био последњи серијал тако да сам мислио да би почео тако што би се ТАРДИС срушио у Амелијином врту – као и сада – и ужасно изубијан и намодрен Десети Доктор би се истетурао из њега. Амелија га проналази, храни га рибом и кремом од ваниле (не, то је било за Мета, било би нешто више за Дејвида) и генерално му помаже. Али ми, публика, видимо да је у стварно лошем стању. Можда умире. На крају се враћа у свој ТАРДИС и одлеће. Али када се врати – много година касније за Ејми – чини се да је сасвим добро и заиста се не сећа ниједног од тих догађаја... И, наравно, временом схватамо да је оно што смо видели био Десети Доктор на крају свог живота, отприлике пре регенерације. Догађаји на које се враћамо у 13. епизоди.
Мофат је написао шест епизода за серијал, остатак су написали други сценаристи пошто је веровао да серија има користи од различитих гласова. Према Мофатовим речима, он је првенствено обезбедио концепте других епизода и имао је „прилично добру замисао” о томе шта ће се догодити у свакој епизоди. Гостујуће сценаристе је познавао „у извесној мери”, а своје сусрете са њима називао је „прилично радосним”. Метју Грејем, ко-творац Живота на Марсу и сценариста епизоде другог серијала „Плаши је се”, није написао своју планирану епизоду јер није веровао да ће имати довољно времена. Мофат га је касније звао и замолио га да напише дводелну епизоду за следећи серијал („Побуњеничко месо” и „Скоро људи”).
У првој епизоди, Мофат је намеравао да представи Једанаестог Доктора и утврди његов нови идентитет. Друга је имала за циљ да покаже Докторову потребу за сапутником и Ејмин значај за њега. За трећу епизоду, замолио је Марка Гетиса да напише епизоду о „Черчилу против Далека”. Мофат је желео да укључи популарне Далеке у нови серијал и размишљао је о њиховом редизајнирању. Гетис, Мофат и продукцијска екипа радили су заједно на стварању великих, шаренијих Далека, сличних онима у филмовима из 1960-их.
За четврту и пету епизоду, Мофат је планирао дводелни наставак своје епизоде „Трептај” из 2007. са Уплаканим анђелима. Епизоде „Време анђела” и „Месо и камен” требало је да буду више оријентисане на акцију од „Трептаја” и да покажу да су Анђели имали план који није био само исхрана. Одлучио је да уобличи Анђеле као зликовце и покаже више од онога што могу да ураде. „Месо и камен” завршава се тако што Ејми покушава да заведе Доктора, за шта је Мофат веровао да је у складу са развојем њеног лика.
Тоби Вајтхаус је првобитно планирао да напише другачију епизоду, али Мофат и Венгер су је сматрали превише сличном другим епизодама у серијалу. Уместо тога, Вајтхаус је написао епизоду „Вампири из Венеције”, а његова изворна епизода је пребачена на следећи серијал. Од њега је затражено да напише „велику смелу романтичну епизоду” која би била „добра полазна тачка” за нове гледаоце серије. Мофат је сматрао да би усред серије гледалац могао да „почне поново да је гледа” и да би требало да буде „нешто романтично и смешно”. За следећу епизоду, Мофат је замолио сценаристу комедија Сајмона Наја да напише причу која доводи у питање однос између Ејми и Доктора. Епизода „Ејмин избор” имала је за циљ да њен лик бира између узбуђења са Доктором или живота са Роријем. Сцена у којој Рори умире у лажној стварности имала је за циљ да открије Ејмина осећања према њему. Нај је желео да нагласи да је Ејми заиста волела Рорија, као и да он није био „само безначајни дечко или вереник”.
Мофат је звао Криса Чибнала да напише дводелну епизоду која укључује Силуријанце, негативце који се нису појављивали у серији више од 25 година. Пошто Силуријанци нису били толико познати као друга чудовишта, он је наложио Чибналу да их поново уведе. Ови Силуријанци су били намењени да буду другачија сорта од првобитних. Њихов дизајн је био другачији са протезом лица и без трећег ока. Мофат је звао Ричарда Кертиса, који је радио са њим на специјалу Доктор Ху и проклетство кобне смрти 1999, да узврати услугу и напише једну епизоду („Винсент и Доктор”). Кертис је имао идеју за епизоду о ван Гогу „дуго време” и био је заинтригиран тиме да ван Гог никада није знао да ће бити познат. Гиланова је приметила да постоји другачији приступ и стил у епизоди, као и да је више вођена ликовима.
Иако је Нил Гејман написао епизоду „Докторова супруга”, она је пребачена у следећи серијал због буџетских ограничења и замењена епизодом „Подстанар”. „Подстанар” је адаптиран из истоименог стрипа Гарета Робертса за Часопис Доктор Ху, иако је он рекао да је већина тога почела „од нуле”. Прича је подстрекнута жељом да се Доктор види у нормалним, свакодневним људским околностима и Робертсовим уживањем у причама смештеним на Земљи, а не у свемиру. Робертса је занимало да направи телевизијску варијанту ове приче, али то није споменуо. Мофат је уживао у комичној причи и тражио је да је адаптира у епизоду када је постао шоуранер. У интервјуу из 2021. Роберт Ширман је открио да је био укључен у развој 5. серијала, али га је касније напустио. Мофат му је упутио отворени позив да се врати, али је Ширман одбио, наводећи као разлог промене у својој каријери и већи профил сценариста које је привукла серија. Џек Торн је такође имао проблема са писањем епизоде, али су се пријатељски разишли.
Аспекти завршнице су Мофату пали на памет док је планирао причу у серијалу, иако је остављао простор за импровизацију како се прича развијала. „Велики прасак” се завршава венчањем Ејми и Рорија. Мофат је рекао да је намеравао да се венчају „од почетка”. Завршница је оставила питања (на која ће бити одговорено у следећем серијалу) о идентитету Ривер Сонг и „Тишини”, која је наводно изазвала експлозију ТАРДИС-а.

### Костими
Иако је Једанаести Доктор и даље носио одело своје претходне инкарнације у првој епизоди, костимограф Реј Холман рекао је да је овај костим изношен и ојађен. Током прве епизоде, он ће пронаћи свој идентитет и одабрати свој јединствени костим. Смит је испробао разне ствари како би пронашао изглед у коме би се осећао пријатно и самоуверено и који би био препознатљив за његовог Доктора. Понео је трегере и сако од твида. Холман је мислио да је сако од твида „мало старомодан за њега”, али је указивало да је он „и професор и ученик у исто време” и давао му је „онај квалитет да Доктор још увек учи, али такође има неки ауторитет”. Смит је предложио и лептир машну. Холман и други је нису одобравали, али када ју је ставио, одлучили су да имају његов костим. Према речима глумца, на њега је утицао костим Другог Доктора у серијалу Гробница Киберљуди. Други подстреци били су „елемент професора” и „велике, прашњаве чизме попут Индијане Џоунса”. Продавница мушке одеће Topman известила је да је њихова продаја лептир машни порасла за 94 процента у априлу 2010. када је серијал почео да се емитује.
Гиланова је имала значајан допринос у Ејмином костиму, фризури и шминки. Холман је рекао да је Ејмин идентитет био нејасан у првој епизоди, али је касније носила своју одећу. Према глумичиним речима, Ејми је имала самопоуздање да носи одећу која је показивала „мало коже с времена на време”. Иако је испробала бројне костиме, када је реч о кратким сукњама, она је „једноставно  мислила да је то исправно” и назначила да је Ејми „комотна и самоуверена у вези свог изгледа”. Гиланова је веровала да сукње одражавају оно што младе жене обично носе у њеним годинама. Извршни продуцент Пирс Венгер је приметио да Ејмина летачка јакна из 1970-их (коју је носила „прилично”) одражава Гиланову као „рођену пустоловку”, а Ејми је развила љубав према путовањима и пустоловинама.

### Промена дизајна
Серијал је представио нови лого који је најављен у октобру 2009. године. Према BBC-у, то је била једанаеста варијанта логотипа серије. Према Мофатовим речима, ознака „DW” у облику ТАРДИС-а била је „нешто заиста ново”. Лого је уграђен у нову уводну шпицу која није била откривена публици изван BBC-а све до премијерног емитовања епизоде „Једанаести час”. Претходне пројекције за штампу и претпремијере користили су варијанту претходне шпице. Мофат је желео нову варијанту тематске музике, а композитор Мареј Голд је желео да „звучи помало непромишљено”. Нова варијанта, коју је компоновао Голд, укључила је мелодију електронске трубе и бржи темпо. Неким обожаваоцима се није допала нова тема, а BBC је примио 70 притужби до 18. априла 2010. године. Гласноговорник серије је одговорио: „Аранжер је направио измене у музици четири пута од 2005. па промене нису ништа ново. За регенерацију серије важно је да се настави са постојећом партитуром, а да се увек задржи прогањајућа и револуционарна суштина оригинала”.
Коришћен је нови ТАРДИС реквизит са логом Болнице „Свети Јован” који је коришћен у раним данима серије и у филмовима са Питером Кушингом средином 1960-их (које је Мофат обожавао). Мофат је рекао да је то нешто што је „стварно желео да уради”, да то није било из „никаквог другог разлога осим што [он] мисли да је лепше” и да је желео налепницу Болнице „Свети Јован” на предњој страни. Светлије је нијансе плаве, као и Кушингов ТАРДИС.
Дизајниран је нови сет за унутрашњост ТАРДИС-а за који је Мофат проценио да је три пута већи од претходног сета. Иако није одлучио да ствара нову унутрашњост посебно за новог Доктора, сценограф је упућен да креира дизајн који би одговарао Смитовом Доктору. Пирс Венгер је рекао да је требало „прилично дуго да се дизајн исправи”, и да су пазили да не изгледа превише футуристички пошто „футуристички” Доктору ништа није значило. Мофату се допадао стари сет, али је мислио да је време за нови да „изненади људе” и веровао је да ће дух нове ере променити све. Сет је дизајнирао Едвард Томас. Претходна унутрашњост ТАРДИС-а приказана је на почетку епизоде „Једанаести час[]. Временски ротор на конзоли је морао да буде реконструисан због експлозивних специјалних ефеката коришћених у специјалу „Крај времена − Други део”. Сонични шрафцигер је уништен у епизоди „Једанаести час” и створена је нова варијанта са зеленим светлом и металним канџама. Смит је волео да држи реквизит са собом и „вртећи га унаоколо и преврћући га”, поломио их је четири. Бука коју прави шрафцигер је додата у постпродукцији са синтисајзером. Мофат је описао промене као почињање од „чистог листа”, што је имало смисла након што су претходни глумци и екипа отишли.

### Музика
Мареј Голд је компоновао музику за ову серију уз дириговање Бена Фостера.

### Снимање
Сви редитељи епизода били су нови у Доктору Хуу. Мофат је изјавио да је желео да „протресе ствари” и да „никада није било прерано да се ослободи заштитне мреже”. Адам Смит је режирао прву, четврту и пету епизоду, а Ендру Ган, Ешли Веј, Џони Кембел, Тоби Хајнс и Кетрин Морсхед су режирали по две епизоде.
Увежбавајући четврту и пету епизоду (прве продуциране епизоде), редитељ Адам Смит је предложио да Смит и Гиланова „имају пустоловину” у којој би могли да доживе нешто узбудљиво, да се смеју и вриште. Повео их је на „праву екстремно узбудљиву вожњу” чамцем у заливу Кардиф. Снимање је почело 20. јула 2009. на плажи на Садерндауну у долини Гламорган за епизоде „Време анђела” и „Месо и камен”. Мофат је написао да ће у типичној телевизијској продукцији први дан снимања „вероватно бити нешто прилично небитно и укључивати упуцавање мањег лика, или крупни план руке или тако нешто”, а не „иконичну” сцену са Доктором, Ејми, Ривер Сонг и ТАРДИС-ом. Сцене у шуми у епизоди „Месо и камен” снимане су у Пазлвуду у Динској шуми током девет ноћи у јулу 2009. године.
Друга и трећа епизода чиниле су други продукцијски блок. Сцене за епизоду „Звер испод” снимљене су у оранжерији у Маргамском државном парку у Порт Талботу током ноћног снимања 22. септембра 2009. године. Половина сцене за епизоду „Отварање Пандорике” са Лиз 10 (Софи Оконедо) из епизоде Звер испод тамо је такође снимљена. Сцене за Ејмин и Роријев град Лидворт у првој епизоди „Једанаести час” снимане су у селу Ландаф у Кардифу током неколико дана у јесен 2009: 29. септембра, 5.–7. октобра, и 20. новембра.
Четврти продукцијски блок који чине епизоде „Гладна Земља” и „Хладна крв” снимљен је у октобру и новембру 2009. године. Снимање ван студија обављено је у Ланвину у Велсу. Сцене за епизоду „Хладна крв” су такође снимане у ботаничкој башти Плантасија у Свонсију 13. новембра 2009. и у Храму мира у Кардифу, као и на другим местима и необичним сценографијама за силуријански град. Епизоде „Вампири из Венеције” и „Винсент и Доктор” снимане су првенствено у Трогиру у Хрватској, који је глумио Венецију и Париз. Иако је мала екипа отишла у Венецију да направи широке снимке приобалних зграда, епизода није тамо снимљена јер би требало предуго да се прикрију савремене продавнице у данашњем граду. Сцене за епизоду „Вампири из Венеције” су такође снимане на колеџу „Атлантик”, замку Керфили, замку Кох, градској већници у Трогиру и имању Ланкејч Фавр.
Терен имања Маргамски државни парк искоришћен је за постављање „Пенахенџа”, лагане реплике Стоунхенџа за „Отварање Пандорике”. Неколико других сцена за епизоде „Отварање Пандорике” и „Велики прасак” је такође снимљено тамо током првих неколико дана фебруара 2010. године. Пандорикина комора је снимљена у студију Upper Boat, највећем сету икада направљеном тамо. Додатне сцене за „Велики прасак” снимљене су у Бренгвин Холу и вили Мискин. „Ејмин избор” је делимично снимљен у Скенфриту у Велсу, где је глумио Апер Лидворт.

## Издања

### Промоција
Први трејлер серијала приказан је на телевизији и објављен на мрежи убрзо након емитовања другог дела „Краја времена” 1. јануара 2010. године. Дана 17. фебруара објављена је нова промотивна слика. Други трејлер је објављен 20. фебруара и 3Д варијанта је приказана у биоскопима са Алисом у земљи чуда. Мофат је потврдио датум почетка серијала за 3. април у емисији BBC Breakfast 19. марта. Тог дана је на интернету објављен трејлер приказан на пројекцији прве епизоде за штампу. BBC America који би серију емитовао у Сједињеним Државама објавио је продужени трејлер 21. марта. Промотивна турнеја за серијал почела је 29. марта и завршила се два дана касније, а Смит и Гиланова су представили прву епизоду у Белфасту, Инвернесу, Сандерленду, Солфорду и Нортхемптону. Прва епизода је приказана у њујоршком Центру за медије Paley и биоскопу Village East 14. априла.

### Емитовање у Британији
Пети серијал је дебитовао на каналу BBC One 3. априла 2010. епизодом „Једанаести час”, продуженом 65-минутном епизодом. Серијал је завршен епизодом „Велики прасак” 26. јуна. Шеста епизода („Вампири из Венеције”) емитована је у 18:00 часова, што је најраније време почетка неке епизоде серије од њеног обнављања 2005. године.

### Инострано емитовање
Серијал је приказан у Аустралији на ABC-овом сервису iview, а почео је у поноћ 16. априла 2010. пре него што је два дана касније емитована на ABC1. Почео је да се емитује у Сједињеним Државама 17. априла 2010. на каналу  и у Канади тог дана на каналу . Ово је било прво почетно емитовање читавог серијала Доктора Хуа на каналу BBC America. Прва четири серијала су премијерно приказана на каналу Sci-Fi Channel, а поново на каналу . Разлика између емитовања у Великој Британији и САД знатно се смањила. На Новом Зеланду, серија је почела да се емитује на каналу Prime 2. маја 2010. године.

### Кућна издања
Дана 7. јуна 2010. први том 5. серијала је објављен на DVD и Blu-ray форматима у Региону 2 са епизодама „Једанаести час”, „Звер испод” и „Победа Далека”. Други том је објављен 5. јула на DVD и  форматима са епизодама „Време анђела”, „Месо и камен” и „Вампири из Венеције”. Епизоде „Ејмин избор”, „Гладна Земља” и „Хладна крв” уследиле су у трећем тому који је објављен на  и  форматима 2. августа 2010. године. Четврти и последњи том са епизодама „Винсент и Доктор”, „Подстанар”, „Отварање Пандорике” и „Једанаести час” објављен је на DVD и  форматима 6. септембра.
Колекција епизода серијала објављена је на DVD и  форматима у Региону 2 дана 8. новембра 2010. и у Региону 1 следећег дана. У Региону 4, комплет DVD-ова је објављен 2. децембра 2010. године. Садржао је две додатне сцене „У међувремену у ТАРДИС-у”, профиле непријатеља у „Досијеима чудовишта”, скраћене варијанте серијала Доктор Ху: Поверљиво, сцене са снимања, коментаре глумаца, видео дневнике, трејлере и промоције за серијал. Коментари су били одмак од претходних издања са шест уместо пуних тринаест.

### Романи
У књижевном серијалу Доктор Ху: Нови низ пустоловина (серије спиноф романа која је почела 2005. године Деветим Доктором и оживљавањем телевизијске серије), објављено је шест романа који одговарају серији. Дана 22. априла 2010. прва три (Аполо 23 Џастина Ричардса, Ноћ људи Дејвида Луелина и Заборављена војска Брајана Минчина) су објављена са Једанаестим Доктором и Ејми. Дана 8. јула 2010. објављена су још три романа: Нуклеарно време Олија Смита, Величанствена потера Герија Расела и Краљев змај Уне Мекормак са Доктором, Ејми и Роријем.
Писац научне фантастике Мајкл Муркок, који је гледао серију од првог емитовања 1963. године, такође је написао роман. Роман Долазак Терафила од 345 страница је објављен 14. октобра 2010. године. Дана 16. септембра 2010. BBC Books је објавио свој први Доктор Ху графички роман: Једини добар Далек са Доктором и Ејми. BBC Books је такође објавио роман Сјајна књига са Доктором Хуом 2011, водич кроз серију са садржајем иза сцене у Великој Британији 30. септембра 2010. године.

### Видео-игре
У марту 2010. објављено је да је Nintendo потписао уговор од 10 милиона фунти за игре Доктор Ху за Wii и DS. Игре су пласиране на Nintendo јер је марка била позната као породично опредељена, а посебно је Wii био нешто што су породице играле заједно. BBC је пратио игре и уверио се да не садрже прекомерно насиље. Игра  је објављена за DS и укључивала је Далеке, а игра Doctor Who: Return to Earth садржала је Киберљуде и била је објављена за Wii. Обе игре су укључивале Једанаестог Доктора и Ејми Понд којима су гласове дали Смит и Гиланова. Игра  је објављена 12. новембра 2010, а Return to Earth је уследио 19. новембра. Wii даљински управљачи и DS оловке по узору на сонични шрафцигер су издати уз игре.
У априлу 2010. BBC је најавио The Adventure Games, четири интерактивне епизоде које су биле доступне бесплатно за преузимање на веб-страници BBC-а Доктор Ху са Доктором и Ејми којима су гласове дали Смит и Гиланова. Пирс Венгер их је описао као четири додатне епизоде у серијалу са свим садржајем као део универзума Доктор Ху. Игре које су развили Чарлс Сесил и друштво за игре Sumo са седиштем у Шефилду написали су Фил Форд и Џејмс Моран, а надгледали су Мофат и продуценти серије. Сесил је контактирао интерактивни уредник BBC-а Велса Ијан Твидејл који га је питао о развоју Доктор Ху игре. Покрети Смита и Гиланове снимљени су ротоскопом.
Пошто је Доктор мирољубив и не користи оружје које се обично налази у видео-играма, The Adventure Games је користио игру више засновану на стратегији и слагалици. Већи део прве игре био је заснован на прикривености, истраживању и решавању загонетки. Доктор је био опремљен својим соничним шрафцигером, али, пошто се он често користио као скелетни кључ у серији, игра користи решавање загонетки за напредовање уместо једноставног коришћења шрафцигера.
Први део, City of the Daleks, првобитно је био заказан за 5. јун 2010, али је постао доступан два дана раније.  је објаснио рано објављивање као поступак испитивања, а очекивало се да ће коначна подешавања бити направљена пре његовог званичног објављивања. У првих дванаест дана доступности игра је преузета преко 500.000 пута, а промет на веб локацији се повећао. Друга игра, Blood of the Cybermen, објављена је 26. јуна након емитовања завршнице серијала. Уследила је трећа игра (TARDIS) 27. августа и Shadows of the Vashta Nerada 22. децембра.
Tag Games је такође развио мобилну игру за BBC Worldwide. Под насловом Doctor Who: The Mazes of Time, омогућила је игру у улози Доктора и Ејми и укључивала је путовање кроз време, побеђивање непријатеља и решавање проблема. Игра је имала преко 100 загонетки, седам места за путовање, музику из серије и Далеке, Киберљуде и Силуријанце као непријатеље. Апликација је објављена за Apple Inc. iOS уређаје 16. децембра 2010. и за Android 17. августа 2011. године.

## Пријем

### Гледаност
Коначни консолидовани подаци о гледаности показују да је премијеру „Једанаести час” погледало 10,085 милиона гледалаца — најгледанија премијера од „Роуз” и осма најгледанија епизода серије од оживљавања 2005. године. У Сједињеним Државама је прва епизода поставила рекорд за канал BBC America са просеком од 1,2 милиона гледалаца и 0,9 милиона у демографској групи одраслих од 25 до 54 године. У року од недељу дана од емитовања, „Једанаести час” је добио 1,27 милиона прегледа на BBC-овом онлајн сервису iPlayer-у – рекорд за највише захтева за недељу дана. Била је то најтраженија епизода 2010. (са 2,2 милиона прегледа), а Доктор Ху је такође био најгледанији програм године на овом сервису.
„Гладна земља” је остварила најнижи рејтинг преко ноћи од повратка серије 2005, са 4,4 милиона гледалаца. У коначним консолидованим рејтинзима, „Подстанар” је била најнижа тачка серијала. Ове епизоде су добиле Индекс уважавања, мера колико је публика уживала у програму. BBC сматра оцену 85 или више „одличном”. „Победа Далека” и „Ејмин избор” биле су једине епизоде које су имале мање поена (84). „Време анђела” и „Подстанар” постигли су 87, а „Отварање Пандорике” 88. Завршница („Велики прасак”) је постигла 89, највише у серији и највише од четири главна канала BBC-а на дан када је емитована.
На основу гледаности преко ноћи, серијал је у просеку имао шест милиона гледалаца (пад од 1,2 милиона у односу на претходни). Руководиоци BBC-а изјавили су да укупна гледаност није опала јер је више људи серију гледало онлајн или ју је снимило. Стивен Бреј из Den of Geek-а одлучио је да „исправи ствари”; са коначним рејтинзима који су узети у обзир за првих једанаест епизода серијала (последња два рејтинга нису објављене када је чланак изашао), серијал је у просеку имао 7,8 милиона гледалаца. Ово је премашило просек другог (7,5 милиона), трећег (7,7 милиона) и првих једанаест епизода четвртог серијала (7,7 милиона).

### Критички пријем
Пети серијал добио је веома позитивне рецензије критичара након емитовања. Серијал има рејтинг одобравања од 100% на основу 14 критичара — просечну оцену 9/10 на веб локацији за прикупљање рецензија Rotten Tomatoes, који сумира: „Доктор Ху се поново претвара у очаравајућу одисеју у свом петом серијалу, предвођен бескрајно симпатичним Метом Смитом у улози нове инкарнације Господара времена“. Мет Велс из IGN-а дао је серијалу „одличну” оцену 8,5 од 10, рекавши да „можда није био савршен”, али је поново покренуо серију „са налетом уметничке енергије” и „постао смела, узбудљива, духовита, паметна, домаћа телевизијска серија”. Похвалио је Смита за „[заслепљујућу] представу која је Доктора осликала као потпуно ванземаљца” и Докторов „безнапорски” развој лика, али је био критичан према лику Ејми Понд. Иако ју је сматрао „потпуно гледљивом” (посебно њену хемију са Смитом), критиковао је њен лик као „често сликану у великој мери дводимензионалним потезима који су стварали дрски, понекад иритантни обрт” и серијал у целини због недостатка „срца да уземљи разрађене научно-фантастичне украсе”. Велс је похвалио Мофатов „лепо замишљен” лук приче и сложеност нарације.
Сем Мекферсон са веб-сајта Zap2it-a дао је серијалу оцену „А”, сматрајући га најјачим серијалом серије од оживљавања серије 2005. године. Мекферсон је похвалио Смита и Гиланову (уз напомену да Ејми није имала значајни развој лика) и мислио је да би Дарвил „могао да буде један од најбољих глумаца на телевизији тренутно”. Напомињући да је већина епизода смештена на Земљу или на свемирске бродове, желео је да види Доктора, Ејми и Рорија „више у будућности”. Дејв Голдер из SFX-а дао је серијалу четири од пет звездица. Сматрао је да је изгледао „веома обећавајуће”, иако је „постојао привремени, помало неспретан осећај у серијалу” слично првом серијалу. Он је Смита назвао „величанственим”, а Гиланову „дивном, иако је до сада Ејмин лик био толико диктиран захтевима заплета да је тешко осетити да смо је заиста већ упознали”.
У рецензији првих шест епизода, Ден Мартин из The Guardian-а сматра да су јаке и „генерално смешније [и] изгледа да су преписали правило које је говорило да је Доктор Ху морао да надмашује себе сваке године”. Међутим, критиковао је недостатак осећања која су раније кочила серију и није саосећао са Ејми. Мартин је приметио да је серијал имао велика очекивања (због квалитета Мофатових претходних епизода Доктора Хуа) што је можда разочарало оне који су очекивали „мрачне, одрасле варијанте Хуа сваке недеље” јер је Мофат више примењивао бајковит приступ. Његов дијалог је био „мање сапунаст и више усиљен” од Дејвисовог. Осврћући се на претходна издања, приметио је да је било мање осећања, међутим, „када је неко умро ... то је тешко заорало у срце”. Ејми је била „откровење”, иако је понекад „деловала мало монотоно”.
Џем Вилер из Den of Geek-а дао је серијалу пет од пет звездица, хвалећи Смитовог Доктора. Вилер је приметио да је Ејми „испрва деловала мало повучено, али је завршница серијала помогла да се попуне очигледне празнине у њеној личности”. Вилер је такође похвалио Дарвила. Рецензент Slice of SciFi-а Мајкл Хикерсон похвалио је Мофатов „очаравајући” лук приче који је серијал учинило доследнијим. Публици је давао одговоре како је ишао и истраживао његов утицај на ликове. Хикерсон ју је назвао „најбољом сезоном нове серије”, иако „тек треба да се направи савршена сезона серије. Ова је само ближа од многих других”. Гавин Фулер из The Daily Telegraph-а, био је оптимистичан да ће „следеће године бити све јачи”, назвавши је серијал „нечим попут куратског јајета, а можда и не тако снажног као претходних година у целини”. Патрик Малкерн из Radio Times-а похвалио је Мофата за „[поновно покретање] серије са амбициозним планом игре, дивном бајковитом атмосфером у којој могу да уживају и одрасли и [проналажењем] звезда у Мету Смиту, Карен Гилан и Артуру Дарвилу”. Иако је хвалио остале Мофатове епизоде, сматрао је „Звер испод” „слабом”.
The A.V. Club је Доктора Хуа уврстио као 25. најбољу серију 2010. године, рекавши да јој „недостаје заиста слаба епизода” и истичући епизоде „Време анђела”, „Месо и камен”, „Винсент и Доктор” и „Подстанар” као његове најбоље епизоде. Digital Spy је серију котирао као трећу најбољу у 2010. години, рекавши да нам је „дала неке сјајне епизоде — прелепо трагичног 'Винсента и Доктора', диван увод и добро замишљену завршницу, али такође разнобојну чудовишност 'Победе Далека'. Све у свему, довољно пристојан почетак за нову екипу, али са тако јаким педигреом, нисмо могли а да се не осећамо помало разочарано.”

### Критике
Након емитовања „Једанаестог часа” (који је Ејми представио као „кисограм” у оскудној одећи полицајке која је гледала како се Доктор мења у свој нови костим), објављено је да је неколико гледалаца критиковало лик и њено занимање на мрежи као „неприкладно за породичну серију”. Венгер је бранио њен лик: „Цела ствар са кисограмом је играла у Стивеновој жељи да сапутница буде жестока и отворена и помало ексцентрична. Ејми је вероватно најлуђа сапутница са којим је Доктор путовао, али није промискуитетна.” Гиланова је бранила свој лик, рекавши да девојке Ејминих година често носе кратке сукње. Ејми је била „снажна жена” и „нормална девојка са нормалним нагонима”.